# Neuseeländische Basketballnationalmannschaft
Die neuseeländische Basketballnationalmannschaft der Herren, in Neuseeland meist Tall Blacks bzw. aufgrund Sponsorings zur Zeit Dominion Finance NZ Tall Blacks genannt, repräsentiert Neuseeland bei internationalen Basketballwettbewerben.
Der Name ist eine Anspielung auf die erfolgreiche Rugby-Union-Nationalmannschaft Neuseelands, die All Blacks, und wurde 1990 als Name der Mannschaft eingeführt. Ihr mit Abstand größter Erfolg ist das Erreichen des Halbfinales bei der Weltmeisterschaft 2002.

## Geschichte
Bei der seit 1971 erstmals ausgetragenen Ozeanien-Meisterschaft verlor Neuseeland bis 1999 regelmäßig gegen Australien und konnte sich so in jener Zeit nie für eine Weltmeisterschaft oder für Olympische Spiele qualifizieren. Dennoch nahm sie 1986 als kurzfristiger Ersatz für die Mannschaft der Philippinen an der Weltmeisterschaft teil, wo sie mit nur einem Sieg nach der Vorrunde ausschied. 1999 konnten die Tall Blacks erstmals die Ozeanienmeisterschaft gewinnen und sich so für die Olympischen Spiele qualifizieren, allerdings hatte Australien als automatisch qualifizierter Gastgeber der Olympischen Spiele an dieser nicht teilgenommen.
Bei der folgenden Ozeanienmeisterschaft gelang dann erstmals der Sieg gegen die australische Auswahl und damit die Qualifikation für die Weltmeisterschaft 2002. Obwohl ihr einziger NBA-Spieler Sean Marks im dritten Vorrundenspiel durch eine Augenverletzung für den Rest des Turniers ausfiel, erreichte Neuseeland das Viertelfinale, wo überraschend die Auswahl von Puerto Rico bezwungen werden konnte. Dies war gleichzeitig das erste Mal, dass eine ozeanische Nationalmannschaft in ein WM-Halbfinale einzog. Nach Niederlagen gegen Serbien und Montenegro und Deutschland beendete Neuseeland das Turnier auf dem vierten Platz.
Für die folgenden Olympischen Spiele und Weltmeisterschaften erhielt Ozeanien jeweils zwei Startplätze, sodass die Teilnahme Neuseelands praktisch garantiert war. Bei den Olympischen Spielen schied man erneut in der Vorrunde aus und auch bei der Weltmeisterschaft 2006 konnte der Erfolg der vorherigen WM nicht wiederholt werden, da das Turnier für Neuseeland nach der Zwischenrunde beendet war. Bis auf Sean Marks, der seine Nationalmannschaftskarriere 2004 beendet hatte, war der Kern der Mannschaft um Kapitän Pero Cameron und die Guards Kirk Penney und Phillip Jones gleich geblieben. Bei der Ozeanienmeisterschaft 2007 gelang zwar erstmals ein Auswärtssieg gegen Australien, die Entscheidung in der Serie war aber bereits gefallen, sodass Neuseeland im Juli in Athen am Qualifikationsturnier für die Olympischen Spiele 2008 teilnahm, dort aber im Viertelfinale an Griechenland scheiterte.

## Abschneiden bei internationalen Wettbewerben

### Weltmeisterschaften
- 1974 – nicht qualifiziert
- 1978 – nicht qualifiziert
- 1982 – nicht qualifiziert
- 1986 – Vorrunde
- 1990 – nicht qualifiziert
- 1994 – nicht qualifiziert
- 1998 – nicht qualifiziert
- 2002 – 4. Platz
- 2006 – Achtelfinale
- 2010 – Achtelfinale
- 2014 – 15. Platz
- 2019 – 19. Platz
- 2023 – 22. Platz

### Olympische Spiele
- 1972 – nicht qualifiziert
- 1976 – nicht qualifiziert
- 1980 – nicht qualifiziert
- 1984 – nicht qualifiziert
- 1988 – nicht qualifiziert
- 1992 – nicht qualifiziert
- 1996 – nicht qualifiziert
- 2000 – 11. Platz
- 2004 – 10. Platz
- 2008 – nicht qualifiziert
- 2012 – nicht qualifiziert
- 2016 – nicht qualifiziert
- 2020 – nicht qualifiziert

### Ozeanienmeisterschaften
- 1971 – Silbermedaille
- 1975 – Silbermedaille
- 1978 – Silbermedaille
- 1979 – Silbermedaille
- 1981 – Silbermedaille
- 1983 – Silbermedaille
- 1985 – Silbermedaille
- 1987 – Silbermedaille
- 1989 – Silbermedaille
- 1991 – Silbermedaille
- 1993 – Silbermedaille
- 1995 – Silbermedaille
- 1997 – Silbermedaille
- 1999 – Goldmedaille
- 2001 – Goldmedaille
- 2003 – Silbermedaille
- 2005 – Silbermedaille
- 2007 – Silbermedaille
- 2009 – Goldmedaille
- 2011 – Silbermedaille
- 2013 – Silbermedaille
- 2015 – Silbermedaille

### Asienmeisterschaften
- 2017 – 4. Platz
- 2022 – Bronzemedaille

## Aktueller Kader
| Spieler | Spieler            | Spieler           | Spieler | Spieler | Spieler  | Spieler                      |
| Nr.     | Name               | Geburt            | Größe   | Info    | Einsätze | Verein                       |
| ------- | ------------------ | ----------------- | ------- | ------- | -------- | ---------------------------- |
|         |                    | Guards (PG, SG)   |         |         |          |                              |
| 2       | Izayah Le'afa      | 07.11.1996        | 188 cm  |         |          | New Zealand Breakers         |
| 4       | Taylor Britt       | 22.09.1996        | 188 cm  |         |          | Canterbury Rams              |
| 5       | Shea Ili           | 06.10.1992        | 184 cm  |         |          | Melbourne United             |
| 11      | Flynn Cameron      | 30.06.200         | 195 cm  |         |          | Melbourne United             |
| 23      | Walter James Brown | 23.05.2003        | 190 cm  |         |          | Tasmania JackJumpers         |
|         |                    | Forwards (SF, PF) |         |         |          |                              |
| 1       | Reuben Te Rangi    | 14.10.1994        | 198 cm  | (C)     |          | South East Melbourne Pheonix |
| 3       | Finn Delany        | 12.08.1995        | 200 cm  |         |          | Telekom Baskets Bonn         |
| 7       | Yannick Wetzell    | 08.07.1996        | 208 cm  |         |          | Alba Berlin                  |
| 16      | Tohi Smith-Milner  | 06.10.1995        | 206 cm  |         |          | Adelaide 36ers               |
| 20      | Jordan Ngatai      | 07.03.1993        | 196 cm  |         |          | Bay Hawks                    |
| 22      | Hyrum Harris       | 03.06.1996        | 204 cm  |         |          | Perth Wildcats               |
| 42      | Isaac Fotu         | 18.12.1993        | 203 cm  |         |          | Utsunomiya Brex              |

| Trainer    | Trainer          | Trainer         |
| Nat.       | Name             | Position        |
| ---------- | ---------------- | --------------- |
| Neuseeland | Pero Cameron     | Head Coach      |
| Neuseeland | Zico Coronel     | Assistenz-Coach |
| Neuseeland | Michael Fitchett | Assistenz-Coach |
| Neuseeland | Aaron Young      | Assistenz-Coach |

| Legende                | Legende            |
| Abk.                   | Bedeutung          |
| ---------------------- | ------------------ |
| (C)                    | Mannschaftskapitän |
| Quellen                |                    |
| Teamhomepage           |                    |
| Ligahomepage           |                    |
| Stand: 23. August 2023 |                    |

| Legende                | Legende            |
| Abk.                   | Bedeutung          |
| ---------------------- | ------------------ |
| (C)                    | Mannschaftskapitän |
| Quellen                |                    |
| Teamhomepage           |                    |
| Ligahomepage           |                    |
| Stand: 23. August 2023 |                    |

## Ehemalige Kader
| Nr. | Name               | Geburtsdatum    | Größe  | Position | Einsätze | Club                         |
| --- | ------------------ | --------------- | ------ | -------- | -------- | ---------------------------- |
| 2   | Izayah Le'afa      | 07.11.1996      | 188 cm | Guard    |          | New Zealand Breakers         |
| 4   | Taylor Britt       | 22.09.1996      | 188 cm | Guard    |          | Canterbury Rams              |
| 5   | Shea Ili           | 06.10.1992      | 184 cm | Guard    |          | Melbourne United             |
| 11  | Flynn Cameron      | 30.06.200       | 195 cm | Guard    |          | Melbourne United             |
| 23  | Walter James Brown | 23.05.2003      | 190 cm | Guard    |          | Tasmania JackJumpers         |
| 1   | Reuben Te Rangi    | 14.10.1994      | 198 cm | Forward  |          | South East Melbourne Pheonix |
| 3   | Finn Delany        | 12.08.1995      | 200 cm | Forward  |          | Telekom Baskets Bonn         |
| 7   | Yannick Wetzell    | 08.07.1996      | 208 cm | Forward  |          | Alba Berlin                  |
| 16  | Tohi Smith-Milner  | 06.10.1995      | 206 cm | Forward  |          | Adelaide 36ers               |
| 20  | Jordan Ngatai      | 07.03.1993      | 196 cm | Forward  |          | Bay Hawks                    |
| 22  | Hyrum Harris       | 03.06.1996      | 204 cm | Forward  |          | Perth Wildcats               |
| 42  | Isaac Fotu         | 18.12.1993      | 203 cm | Forward  |          | Utsunomiya Brex              |
|     | Pero Cameron       | Head Coach      |        |          |          |                              |
|     | Zico Coronel       | Assistenz-Coach |        |          |          |                              |
|     | Michael Fitchett   | Assistenz-Coach |        |          |          |                              |
|     | Aaron Young        | Assistenz-Coach |        |          |          |                              |

| Nr. | Name               | Geburtsdatum    | Größe  | Position | Einsätze | Club                            |
| --- | ------------------ | --------------- | ------ | -------- | -------- | ------------------------------- |
| 4   | Lindsay Tait       | 08.01.1982      | 190 cm | Guard    |          | Wellington Saints               |
| 5   | Everard Bartlett   | 06.02.1986      | 191 cm | Guard    |          | Hawke’s Bay Hawks               |
| 6   | Kirk Penney        | 23.11.1980      | 196 cm | Guard    |          | Trabzonspor                     |
| 8   | Jarrod Kenny       | 17.09.1985      | 186 cm | Guard    |          | Hawke’s Bay Hawks               |
| 9   | Corey Webster      | 29.11.1988      | 185 cm | Guard    |          | New Zealand Breakers            |
| 15  | Tai Webster        | 29.05.1995      | 193 cm | Guard    |          | Nebraska Cornhuskers (NCAA)     |
| 7   | Mika Vukona        | 13.05.1982      | 198 cm | Forward  |          | New Zealand Breakers            |
| 10  | Thomas Abercrombie | 05.07.1987      | 198 cm | Forward  |          | ASVEL Basket                    |
| 11  | BJ Anthony         | 20.07.1988      | 198 cm | Forward  |          | Wellington Saints               |
| 13  | Casey Frank        | 23.10.1977      | 203 cm | Forward  |          | Waikato Pistons                 |
| 12  | Isaac Fotu         | 18.12.1993      | 203 cm | Center   |          | Hawaiʻi Rainbow Warriors (NCAA) |
| 14  | Rob Loe            | 05.08.1991      | 210 cm | Center   |          | Saint Louis Bilikens (NCAA)     |
|     | Nenad Vučinić      | Head Coach      |        |          |          |                                 |
|     | Pero Cameron       | Assistenz-Coach |        |          |          |                                 |
|     | Paul Henare        | Assistenz-Coach |        |          |          |                                 |
|     | David Patrick      | Assistenz-Coach |        |          |          |                                 |